# Christopher Moltisanti
Christopher Moltisanti, grany przez Michaela Imperioli, jest fikcyjną postacią z serialu Rodzina Soprano. Był protegowanym Tony’ego Soprano oraz kapitanem rodziny Soprano.

## Życiorys
Moltisanti urodził się pod koniec lat 60. jako syn Dickiego Moltisanti, żołnierza rodziny Soprano oraz Joanne Blundetto. Chris był bliskim kuzynem Carmeli Soprano i dalszym dla Meadow Soprano oraz Anthony’ego Soprano Jr. Tony Soprano nazywał Chrisa swoim bratankiem (w dzieciństwie nazywali się kuzynami), i opiekował się nim, ponieważ prawdziwy ojciec Chrisa został zabity gdy ten był małym chłopcem. Moltisanti był zaręczony z Adrianą La Cerva zanim została zabita.
Moltisanti był bardzo oddany swojemu „wujkowi”, któremu powiedział raz, że „poszedłbym za niego do piekła”. Tony także ufał mu bardziej niż jakiejkolwiek osobie z organizacji. Powierzał mu bardzo delikatne sprawy, takie jak pozbycie się ciał Richiego Aprile, Ralpha Cifaretto i Tony’ego Blundetto. Moltisanti był też łącznikiem pomiędzy Tonym a reszta załogi, aby zminimalizować możliwość postawienia mu jakiegokolwiek zarzutu. Tony planował uczynić go swoim następcą.
Moltisanti był bardzo impulsywny i brutalny, często szukając zajęcia w innych zawodach, takich jak pisanie scenariuszy, w których raczej nie był utalentowany. Niektórzy członkowie rodziny byli zazdrośni o jego bliskość ze swoim wujkiem. Krótki czas w jakim uzyskał przewagę na innymi ludźmi doprowadził do sporu między nim a Silviem Dante, Patsym Parisi i Pauliem Gualtieri. Miał także problemy z narkotykami, był uzależniony od heroiny i był przekonywany przez rodzinę (głównie Tony’ego), przyjaciół oraz narzeczoną Adrianę, do pójścia na odwyk. Po odwyku jego silna wola byłą wielokrotnie testowana, ale pozostawał czysty, nie licząc kilku wpadek. Christopher był zakochany w drogich samochodach. Posiadał takie auta jak: Lexus LS400, Mercedes CLK 430, Range Rover, Hummer H2, Maserati coupe, a zginął w Cadillacu Escalade EXT.

### „Bratanek” Tony’ego Soprano
Tony i Carmela Soprano byli spokrewnieni z Christopherem w dwóch liniach:
Ojciec Chrisa, Dickie Moltisanti, był kuzynem Carmeli w pierwszej linii (matka Dickiego i ojciec Carmeli byli rodzeństwem).
Matka Chrisa, Joanne, jest siostrą „Wujka Ala”; żona „Wujka Ala”, Quintina jest siostrą matki Tony’ego – Livii. Czyli „Wujek Al” oraz jego żona – rodzice Tony’ego Blundetto – są wujostwem dla Tony’ego Soprano i Christophera Moltisanti. Innymi słowy, Tony Soprano i Christopher Moltisanti są kuzynami w pierwszej linii dla Tony’ego Blundetto, ale nie dla siebie wzajemnie.

### Sezon pierwszy
Głównym celem Christophera po wstąpieniu w szeregi mafii jest bycie zauważanym i pięcie się w górę hierarchii. Był zachwycony gdy jego nazwisko pojawiło się w lokalnej gazecie, obok nazwisk innych gangsterów. Był kierowcą i ochroniarzem Tony’ego. Zyskał uznanie po zabiciu Emila Kolar, które pokazało, że rodzina przejmuje interesy związane ze śmieciami. Zaplanował, aby jego ciało umieścić w jednym z kontenerów Kolar Bros. a następnie wysłać telegram, podobny do telegramu z „Ojca chrzestnego” który przysłano po śmierci Luca Brasiego. Big Pussy Bonpensiero przekonał go aby pozbyć się ciała w inny sposób, bardziej tajemniczy i bezpieczniejszy dla ekipy. Moltisanti skarżył się później, że nie otrzymał słów uznania za to jak rozwiązał ten problem. To morderstwo wywarło na nim tak duże wrażenie, że miewał koszmary z tym związane. Koszmary minęły, dopiero gdy Christopher wykopał ciało Emila i przeniósł je w inne miejsce.
Oficjalnie Christopher zatrudniony jest w Union Safety Official. Pracę załatwił mu Tony aby urząd skarbowy nie miał podstaw do wszczęcia postępowania z powodu nielegalnych zarobków.
Innym zajęciem Moltisantiego w czasie gdy był już w ekipie Soprano były napady wraz z Brendanem Filone na ciężarówki Comleya. Ciężarówki były pod ochroną Juniora, więc do niego udał się właściciel firmy przewozowej. Problem ten rozwiązał dopiero ówczesny boss rodziny Jackie Aprile Senior, który rozkazał Moltisantiemu i Filone zapłacić odszkodowanie w wysokości 15 000$, a z czego Tony otrzymał dolę w wysokości 3 000$. Mimo wszystko w klubie nocnym Chris i Brendan omawiali plany kolejnego skoku, jednak w noc napadu Christopher wycofał i zdecydował pozostać lojalnym wobec Tony’ego. Brendan nie zrezygnował i wraz z dwoma znajomymi pojechali napaść na ciężarówkę. Jednakże sprawy się skomplikowały gdy jednemu ze wspólników wypadł pistolet i wystrzelił trafiając kierowcę ciężarówki, zabijając go. Brendan poprosił Chrisa o pomoc. Moltisanti otrzymał reprymendę od Tony’ego za bierność w namawianiu Filone do porzucenia tej pracy. Ostatecznie Filone i jego znajomi dostali ultimatum, że muszą zwrócić ciężarówkę wraz z całym towarem. W tym samym czasie Christopher zbierał także haracze od dilerów narkotyków dopóki ekipa Juniora nie przejęła jego terenu.
Junior był wściekły na Christophera, ponieważ obwiniał go o utratę autorytetu i zaplanował jego egzekucję. Matka Tony’ego, Livia, wstawiła się za nim, ponieważ kiedyś wstawił jej okna w domu i prawdopodobnie to wpłynęło na jego los. Został porwany spod budki z Hot-dogami i wywieziony na pobliskie mokradła przez dwóch Rosjan działających na zlecenie Juniora. Moltisanti był tak przerażony, że stracił kontrolę nad swoim organizmem. Mniej szczęścia miał Brendan Filone, który został zabity strzałem w oko. Egzekucji dokonał Mickey Palmice, który pod koniec sezonu został zabity przez Moltisantiego na zlecenie Soprano.
Christopher brał także udział w morderstwie Jimmy’ego Altieri. Moltisanti zwabił go do pokoju hotelowego, gdzie został zabity strzałem w głowę przez Silvia Dante.

### Sezon drugi
Moltisanti został przydzielony do pracy w rodzinnym biurze maklerskim. Otrzymał swoją licencję przez oszustwo- egzamin napisała osoba podająca się za Christophera. Matthew Bevilaqua i Sean Gismonte byli jego pracownikami. Pomagali mu także podczas włamań do sejfów. Matthew i Sean wpadli na pomysł, że jeśli zabiją Chrisa, przyśpieszy to ich awans w hierarchii rodziny. Podczas opuszczania Skyways Dinner Moltisanti został postrzelony przez jego wspólników. Broniąc się przed napastnikami postrzelił Seana w głowę, po czym Matthew uciekł.
Moltisanti przeszedł ciężką operację podczas której usunięto mu śledzionę i następne czekała go długa rehabilitacja. Podczas pobytu w szpitalu cały czas czuwała nad nim Adriana. Tony w ramach zemsty zabił Matta własnoręcznie. Christopher po wyjściu ze śpiączki opowiedział przyjaciołom, że widział siebie w piekle lub czyśćcu oraz że ktoś go ostrzegał, że godzina trzecia może mieć ogromne znaczenie w jego życiu.
Po śmierci Richiego Aprile Tony poprosił Chrisa i Furia aby rozczłonkowali ciało, do czego użyli rzeźni Satriale's Pork Store. W dniu ukończenia szkoły przez Meadow Soprano, Tony zaproponował Christopherowi wstąpienie do mafii.

### Sezon trzeci
Moltisanti został przyjęty do rodziny DiMeo w 2001 roku razem z Eugene Pontecorvo. Podczas składania przysięgi zauważył kruka siedzącego na oknie i odebrał ten znak jako zły omen. Jako najmłodszy członek rodziny dostał pod opiekę mały sklepik z zakładami sportowymi i musiał co tydzień oddawać część zysków swojemu kapitanowi Pauliemu Gualtieri, który często sprawdzał go, czy nie nosi podsłuchu, oraz kazał płacić za siebie w restauracjach i barach, co spowodowało wzrost napięcia między nimi. W tym czasie wraz z Jackiem Aprile Jr i Bennym Fazio obrabował koncert charytatywny. Otworzył także wraz z Furiem Giunta klub nocny Crazy Horse w Long Branch w New Jersey.
Jego problemy z Pauliem Walnuts zakończyły się podczas ich zagubienia się w Pine Barrens. Zostali wysłani aby zebrać pieniądze Silvia, podczas gdy on był chory. Gorący temperament Pauliego doprowadził do bójki z Rosjaninem o imieniu Valery. Myśląc, że go zabili, wywieźli ciało do Pine Barrens. Po otwarciu bagażnika ich samochodu okazało się, że Valery wciąż żyje. Paulie kazał Valeriemu wykopać grób, ale ten uderza Christophera szpadlem w głowę i ucieka. Obaj gangsterzy rozpoczynają pościg, ale Rosjanin ostatecznie ucieka, a Chris i Paulie gubią się w lesie i nocują w starej furgonetce. Ostatecznie dzięki tej przygodzie zaczęli sobie ufać. Następnego dnia uratowali ich Tony Soprano i Bobby Baccalieri.
Moltisanti był obecny podczas gry w karty, prowadzonej przez Pontecorvo, na którą napadł Jackie Aprile Jr i jego koledzy. Christopher zabija kolegę Aprila, Dina Zerrilli podczas próby ucieczki. Na Jackiego został wydany wyrok śmierci i ostatecznie zostaje odnaleziony i zamordowany. Na pogrzebie Aprila Christopher razem z Patsym Parisi i Silviem Dante zostaje aresztowany, jednakże zostaje zwolniony po kilku godzinach.

### Sezon czwarty
Soprano uczynił Christophera jego głównym pośrednikiem przekazującym informacje między nim a resztą gangsterów, aby ograniczyć możliwość przecieku informacji. Następnie wystawia swojemu bratankowi kapitana policji Barry’ego Haydu, informując go, że ten policjant zabił ojca Christophera. Moltisanti zaskakuje go w domu. Haydu nie przyznaje się do tego zabójstwa, ale Moltisanti i tak go zabija.
Został kapitanem ekipy gdy Gaultieri został aresztowany za posiadanie broni. Rozpoczął także pracę w budownictwie. Jego promocja nie spodobała się Patsiemu Parisi, który był starszy od niego. Oboje coraz częściej kłócą się gdy Parisi kontynuuje kradzieże materiałów budowlanych z budowy prowadzonej przez Christophera i odrzuca rozkazy Tony’ego. Silvio stara się bronić Parisiego z jego wybryków, głównie z powodu zazdrości o szybki awans Moltisantiego. Moltisanti został także wybrany wraz z Silviem do spotkania z płatnym mordercą który miał przeprowadzić zamach na Johnny’ego Sack. Kiedy Johnny rozwiązuje problem z Ralphem morderstwo zostaje odwołane.
Nałóg Christophera wymknął się spod kontroli podczas jego tymczasowego awansu. Kiedy Soprano zadzwonił po niego, aby pomógł mu pozbyć się ciała Ralpha, odkrył, że Moltisanti był pod wpływem narkotyków. Pomimo że bezproblemowo udało im się rozczłonkować ciało Ralpha, Tony stwierdził, że Christopher potrzebuje pomocy. Później podczas kupowania narkotyków w latynoskiej dzielnicy zostaje napadnięty i ograbiony z samochodu. Po tym jak Moltisanti znęca się psychicznie nad Adrianą, Soprano postanawia interweniować. Kiedy Tony dowiaduje się, że Moltisanti przypadkowo zabija psa Adriany siadając na nim będąc pod wpływem narkotyków wpada w szał. Nalega aby Christopher udał się na odwyk i wyznacza Parisiego do czuwania nad nim.
Po zakończeniu odwyku Soprano wtajemnicza go w plan zabicia Carminea Lupertazzi. Moltisanti zatrudnia do tego zadania Credenzo Curtisa i Stanleya Johansona, dwóch znajomych z czasów uzależnienia od heroiny. Kiedy zlecenie morderstwa zostaje odwołane Moltisanti i Benny zabijają ich, aby te informacje się nie wydały.

### Sezon piąty
Christopher i Paulie opowiadają sobie dawne historie, w tym także przygodę z Pine Barrens. podczas rozmowy Paulie nazywa Christophera „małym ulubieńcem Tony’ego”.
Moltisanti został wysłany do zajęcia się operacją przemytu papierosów. jego partnerem był Paulie. podczas podróży Chrisa do Delawere aby rozładować transport papierosów Tony i Adriana biorą udział w wypadku samochodowym, po czym zaczynają krążyć plotki, że podczas wypadku uprawiali oni seks oralny. Moltisanti usłyszał tę plotkę, upił się, rozpoczął bójkę z Vitem Spatafore i mierzył do Tony’ego z pistoletu. Po tym zajściu Tony był gotowy zabić Christophera, kiedy wkroczył ich kuzyn Tony Blundetto i uratował mu życie. Blundetto zorganizował spotkanie z lekarzem który leczył Soprano po wypadku aby wytłumaczyć, że obrażenia wskazują na to, że oboje podczas wypadku siedzieli prosto na swoich fotelach. Moltisanti przeprosił Spatafore i Soprano.
Po tym zajściu Moltisanti, Soprano i Blundetto musieli pojechać na farmę ich wujka, Pata Blundetto. Pomagali mu wykopać ciała ukryte na farmie, która miała zostać sprzedana. Podczas pobytu na farmie Soprano i Blundetto wyśmiewają się z Christophera i swoim zachowaniem przypominają siebie z dzieciństwa, kiedy to oboje gnębili znacznie młodszego Christophera.
W tym czasie Christopher miewał kryzysy w swoim związku często prowadzące do użycia przemocy. Pomógł Adrianie w jej karierze muzycznej, na początku w wydaniu dema płyty, a następnie dał jej klub muzyczny do prowadzenia. Zaręczyli się zanim uzależnienie od narkotyków zmusiło go do pójścia na odwyk. Kilka lat później gdy dowiaduje się, że Adriana od jakiegoś czasu jest informatorką FBI zwierza się Tony’emu. Powiedział mu o tym w piwnicy domu Soprano, a pierwszą reakcją Tony’ego było sprawdzenie czy Christopher nie nosi podsłuchu. Następnie Tony zwabia Adrianę mówiąc, że Christopher miał wypadek i wysyła po nią Silvia aby ten zawiózł ją do szpitala. Po drodze Silvio wywozi ją do lasu i morduje. Po tym zajściu Moltisanti ponownie wpada w nałóg.
Blundetto o mało nie rozpętał wojny pomiędzy rodziną Soprano a rodziną Lupertazzi po tym jak zabił Billa Leotardo, brata Phila. W związku z tym Tony i Christopher musieli się ukryć, ponieważ bali się, że Leotardo będzie szukać zemsty na rodzinie Blundetto. Ostatecznie Tony musiał zabić Blundetto osobiście.

### Sezon szósty
Moltisanti został kapitanem swojej własnej ekipy pomiędzy 2004 a 2006 rokiem. Również Tony nadal stara się wprowadzić jego plan w życie aby Christopher był pośrednikiem pomiędzy nim a resztą kapitanów. Soprano użył Moltisantiego do zorganizowania morderstwa Rusty'ego Millio. Na początku kwestionował decyzję Soprano aby do tego zadania wynająć przyjaciół z Neapolu, ale ostatecznie przyznał, iż było to sprytne posunięcie. Moltisanti użył swojego znajomego Corky'ego, który znał biegle włoski, aby porozumiewał się z mordercami i przekazał im broń oraz instrukcje w zamian za heroinę. Moltisanti zaniedbywał swoją ekipę kiedy rozpoczął karierę w Hollywood. W tym czasie wraca ponownie do narkotyków i nadal nie może poradzić sobie z uczuciami do zamordowanej narzeczonej.
Ekipa Moltisantiego rozpoczęła oszustwa z kartami kredytowymi, sprzedając nr kart zdobyte z lokalnych restauracji dwóm wspólnikom, Ahmedowi i Muhammadowi. Moltisanti zastanawiał się podczas tych oszustw, czy nie wspiera tym samym terroryzmu. Numery kart kradli m.in. z Nuovo Vesuvio, co doprowadziło do kłótni pomiędzy wieloletnim wspólnikiem Christophera, Bennym Fazio, a przyjacielem Tony’ego, Artiem Bucco. Soprano skarcił Moltisantiego, że przez jego wycieczki do Los Angeles nie mógł szybko rozwiązać tego problemu.
Moltisanti ożenił się z Kelli Lombardo w 2006 roku po tym, jak dowiedział się, że jest w ciąży. Kupili także nowy dom. Kiedy po jakimś czasie dostarczył Corky’emu ostatnią ratę heroiny widział jak jego przyjaciel ją zażywa i nie mógł oprzeć się pokusie aby spróbować. Po tym zajściu spędził noc niedaleko Festiwalu św. Elzeara razem z bezdomnym psem.
Moltisanti i Soprano wybrali się na wycieczkę samochodową do Pensylwanii aby odpocząć. Kiedy wracali do domu zauważyli dwójkę motocyklistów wynoszących paczki z magazynu sklepu i postanowili zabrać część dla siebie. Doprowadziło to do strzelaniny podczas której Moltisanti postrzelił jednego z rabusiów podczas gdy Soprano prowadził auto. Później oboje upili się winem które ukradli.

#### Sezon szósty część 2
Christopher zorganizował prywatną premierę swojego filmu „Cleaver” w 2007 roku na którą zaprosił członków rodziny Soprano i przyjaciół. Miał także nadzieję, że film odniesie sukces. Wydawało się, że chce się oddalić od kryminalnego stylu życia, trzymał się z daleka od klubu Bada Bing, gdzie mógł wpaść ponownie w nałóg alkoholowy i narkotykowy. Kiedy przyjeżdża do klubu upija się i wdaję w rozmowę z Pauliem Walnuts i wydaje mu się, że wszyscy obecni żartują sobie z niego, co rozzłaszcza Christophera. W końcu wychodzi i udaje się do starego znajomego J.T. Dolana, szukając kogoś z kim może porozmawiać. Kiedy J.T. nie chce mu pomóc Moltisanti zabija go strzałem w głowę.
Christopherowi i Kelli rodzi się córka.
Christopher został zabity przez Tony’ego w odcinku „Kennedy and Heidi”. Oboje brali udział w wypadku samochodowym wracając w nocy ze spotkania z Philem Leotardo i ekipą z Nowego Jorku. Piosenka której słuchają przed wypadkiem to „Comfortably Numb” nagrana na żywo przez Rogera Watersa, Vana Moriisona i The Band. Piosenka nawiązuje do uzależnienia od narkotyków. W pewnym momencie Christopher stracił panowanie nad swoim Escalade EXT o mało nie zderza się z samochodem jadącym z naprzeciwka, zjeżdża z drogi i koziołkuje kilka razy aż w końcu zatrzymuje się w rowie. Christopher nie miał zapiętych pasów co spowodowało wewnętrzne obrażenia, widać jak zaczyna kaszleć krwią. Christopher poprosił Tony’ego aby pomógł mu uniknąć odpowiedzialności za jazdę pod wpływem narkotyków. Tony wyszedł z auta aby mu pomóc kiedy zauważa, że gałąź wdarła się do samochodu i zniszczyła fotelik dziecięcy gdzie mogła siedzieć córka Christophera. Znając nieodpowiedzialność i narastający strach w oczach Moltisantiego który mógł poddać się programowi ochrony świadków i zeznawać przeciw rodzinie. Tony podejmuje ostateczną decyzję. Zamiast dzwonić po pomoc Tony dusi swojego bratanka przez zatkanie mu nosa, co powoduje uduszenie własną krwią. Nie wiadomo czy Christopher by przeżył jeśli Tony zadzwoniłby po pomoc. W następnych odcinkach Tony starał się ukryć swoje zadowolenie ze śmierci Christophera, ponieważ wreszcie uwolnił się od problemów jakie on sprawiał. W ostatnim odcinku sezonu widzimy zdjęcie Christophera na zapleczu Satriale's Pork Store w które wpatruje się kot przyniesiony z kryjówki w której członkowie rodziny ukrywali się.

## Morderstwa popełnione przez Christophera
Emil Kolar: Zabity strzałem z pistoletu w tył głowy.
Mikey Palmice: Wielokrotna rana postrzałowa w klatkę piersiową oraz brzuch. Zabity za planowanie morderstwa Tony’ego Soprano.
Sean Gismonte: Zabity strzałem w głowę podczas próby zabicia Christophera przez Matta Bevilaqua.
Carlo Renzi: Strzał w głowę. Zabity kiedy on, Dino i Jackie Jr. próbowali obrabować zawodników pokera.
Dino Zerilli: Wielokrotna rana postrzałowa głowy i klatki piersiowej po nieudanej próbie obrabowania gry pokerowej.
Barry Haydu: Strzał w głowę. Barry był emerytowanym policjantem. Był domniemanym zabójcą ojca Christophera, Dickiego Moltisanti.
Cossette: Pies Adriany La Cervy. Christopher przypadkowo usiadł na nim.
JT Dolan: Strzał w głowę podczas pijackiej furii Christophera, za niechęć do wysłuchania jego problemów.